# Lúčky (powiat Rużomberk)

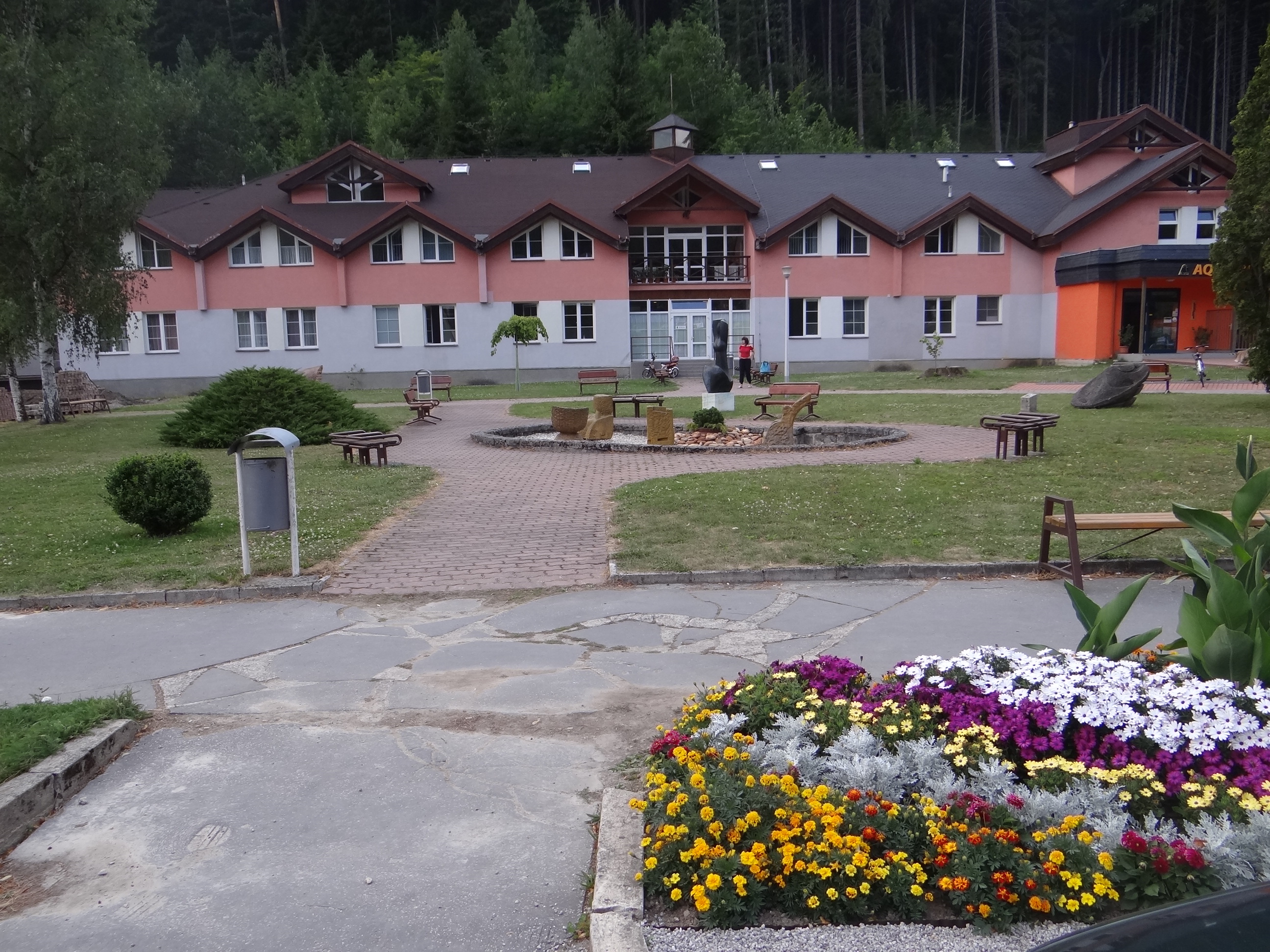
Uzdrowisko Lúčky Kupele

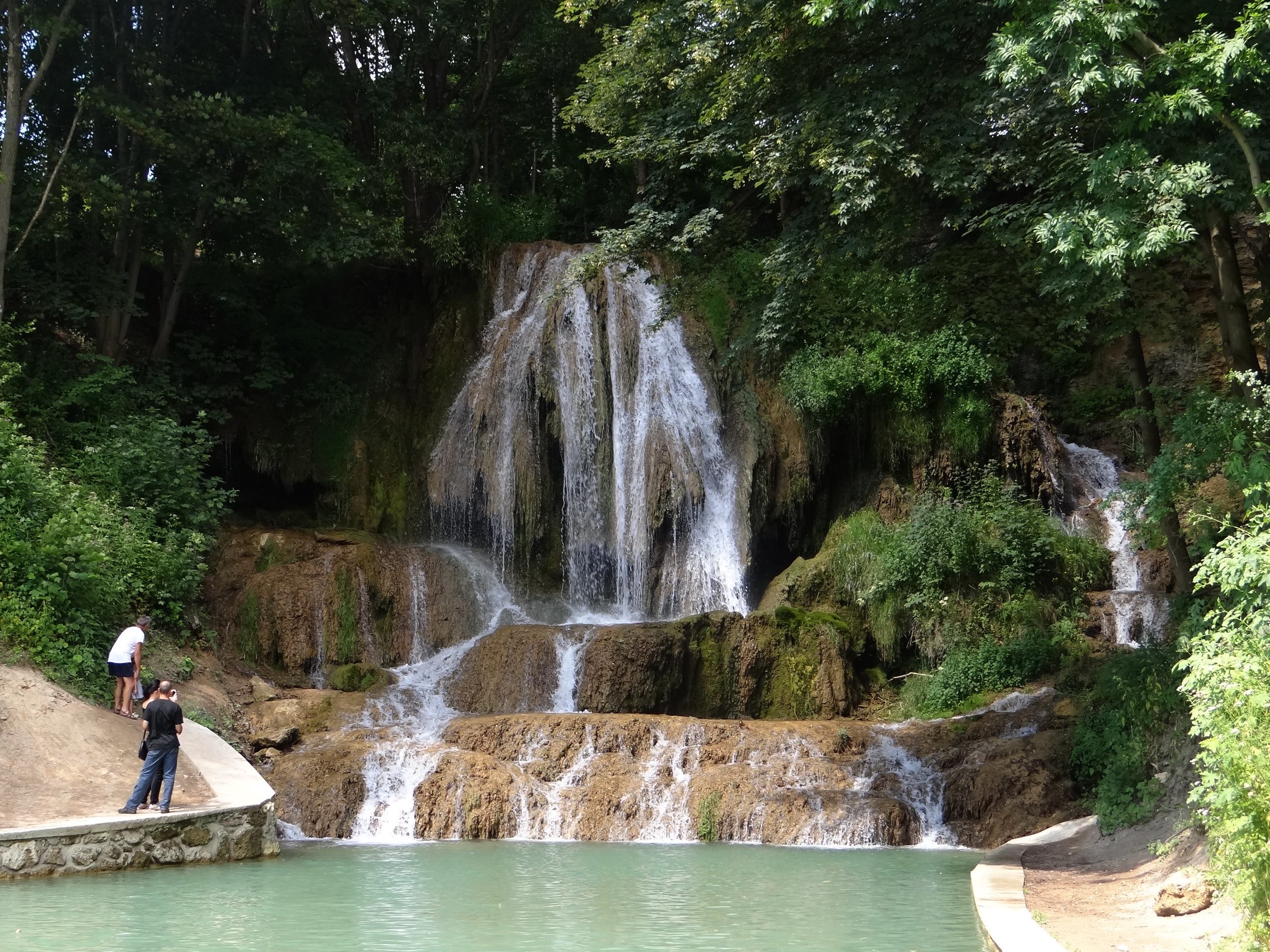
Luczański Wodospad

Lúčky (węg. Lucski) – wieś i gmina (obec) w powiecie Rużomberk, kraju żylińskim, w północnej Słowacji. Położona na północnym skraju Kotliny Liptowskiej, w dolinie potoku Teplianka (też: Ráztočná) u podnóży Gór Choczańskich, 13 km na północny wschód od Rużomberku. Składa się z dwóch części: dolna część to stara wieś (słow. dedina), górna – to uzdrowisko o nazwie Lúčky Kúpele.

## Historia
Jak wskazują ślady, znalezione w jaskini pod szczytem Smrekov (1029 m n.p.m.) na zachód od wsi, okolica była zamieszkana przez człowieka już w neolicie. Na wzniesieniu Zápolie w pobliżu centrum wsi, częściowo zniszczonym łamaniem trawertynu, znajdowało się grodzisko kultury łużyckiej, a pod nim osiedle, znane z cennych wykopalisk (m.in. brązowy hełm i kociołek) z pogranicza epoki brązu i epoki żelaza, reprezentujące kulturę halsztacką.
Wieś lokowana była w roku 1287. Jej mieszkańcy trudnili się pracą w lesie i flisactwem na Wagu, częściowo także rolnictwem. W 1564 r. miały tu miejsce zbrojne wystąpienia chłopów przeciwko uciskowi feudalnemu.
Już w XVII w. mieszkańcy wsi znali źródła mineralne wypływające na północ od wsi, jednak ich wody wykorzystywano jedynie do moczenia lnu i konopi. Dopiero w roku 1761 rozpoczęto próby ich wykorzystania leczniczego. W 1712 r. powstał tu zakład kąpielowy. W latach 1820–1824 miała miejsce znaczna rozbudowa uzdrowiska, które jednak pod koniec XIX w. podupadło. Ponowne ożywienie zanotowano tu pod koniec dwudziestolecia międzywojennego. W czasie II wojny światowej zaczęto budować hotel „Choč”, jednak jego ukończenie przypadło już na okres powojenny, podobnie jak budowa kilku innych obiektów hotelowych i sanatoryjnych.
W uzdrowisku leczy się choroby kobiece. Elementem leczniczym są ciepłe wody mineralne o charakterze szczaw żelazistych, wodorowęglanowo-ziemnych, o temperaturze 31,5 °C. Obecnie eksploatowanych jest pięć źródeł: „Wiktoria”, „Walentyna” i „Barbara” w części południowej uzdrowiska, których wody ujęte są do kąpieli leczniczych oraz „Marta” i „Helena” w części północnej, których wody wykorzystuje się do picia.

## Zabytki
- Kościół, plebania i dawna szkoła, tworzące jeden zespół. Klasycystyczne, z lat 1820–1824;
- Zespół XIX-wiecznych zabudowań wiejskich.

## Inne atrakcje
- Wodospad Luczański (słow. Lúčanský vodopád) – wodospad na potoku Teplianka. Tworzy go kilka kaskad o wysokości 12 m, spadających ze skraju trawertynowego tarasu do położonych niżej jeziorek; od 1974 r. objęty ochroną jako pomnik przyrody (słow. chránený prírodný výtvor) o powierzchni 0,94 ha;
- Luczańskie Trawertyny (słow. Lúčanské travertíny) – trawertynowe ścianki i skałki zwane Zápoly i Skaličky, wytworzone działalnością wspomnianych wyżej wód mineralnych; znane stanowisko paleontologiczne (liczne odciski roślin w skale trawertynowej); znane stanowisko archeologiczne (ślady osadnictwa neolitycznego); od 1975 r. objęty ochroną jako pomnik przyrody (słow. chránený prírodný výtvor) o powierzchni 3,76 ha.